# الإسلام في هولندا

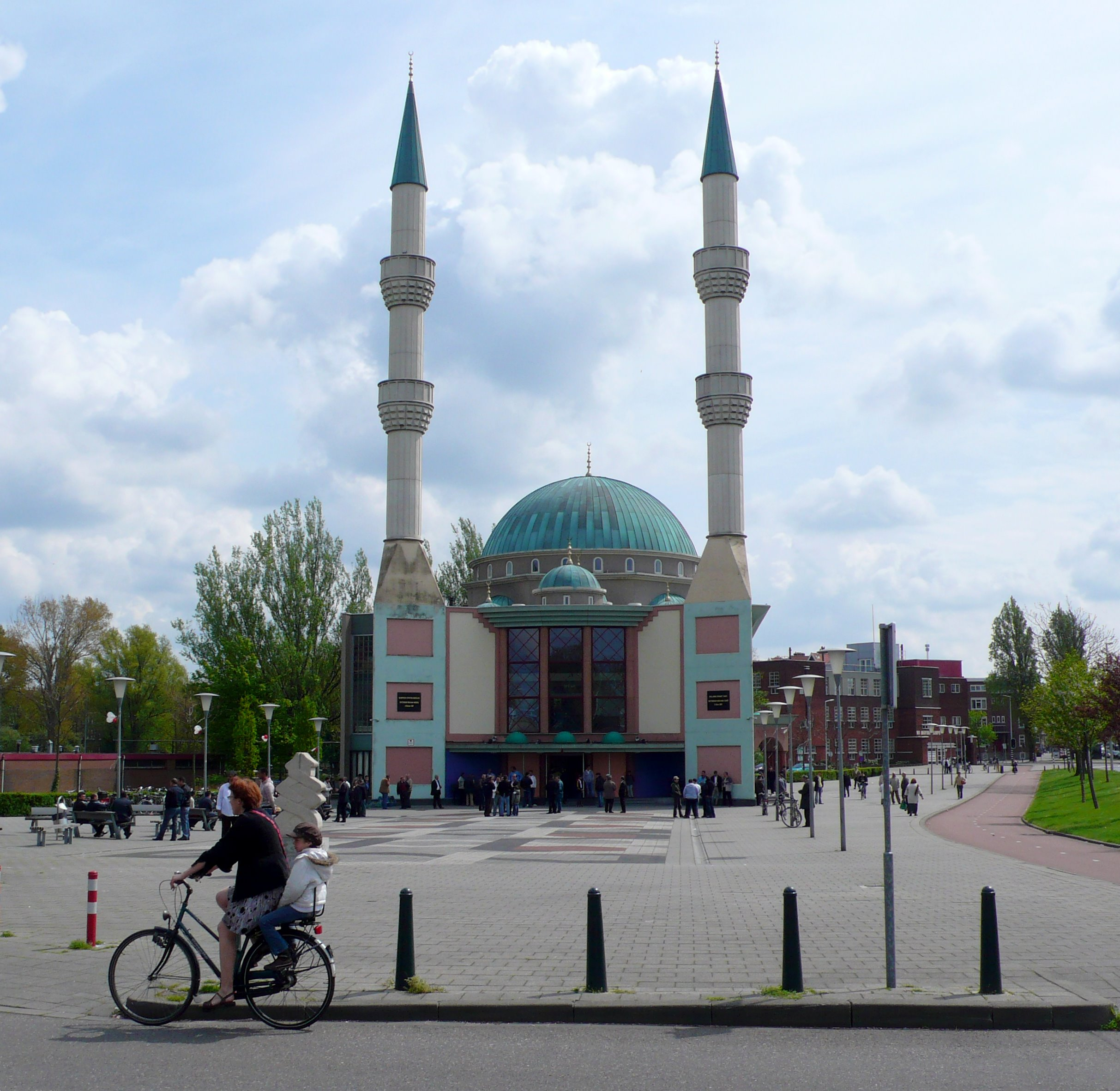
مسجد مولانا في روتردام

الإسلام هو ثاني أكبر ديانة في هولندا، بعد المسيحية، يُدينُ به 5% من السكان حسب تقديرات عام 2018. ينتمي غالبية المسلمين في هولندا إلى المذهب السني. يقيم الكثير منهم في المدن الأربع الرئيسية في البلاد، أمستردام وروتردام ولاهاي وأوتريخت.
يمكن تتبع التاريخ المبكر للإسلام في هولندا إلى القرن السادس عشر، عندما بدأ عدد صغير من التجار العثمانيين بالاستقرار في مدن الموانئ في البلاد. نتيجة لذلك أنشأت المساجد لأول مرة في أمستردام في أوائل القرن السابع عشر. في القرون التالية شهدت هولندا هجرةً مسلمةً متفرقةً من جزر الهند الشرقية الهولندية. منذ تفكّك الإمبراطورية العثمانية بعد الحرب العالمية الأولى وحتى استقلال إندونيسيا، احتوت جزر الهند الشرقية الهولندية على أكبر عددٍ من المسلمين في العالم. ومع ذلك كان عددُ المسلمين في الأراضي الأوروبية لمملكة هولندا منخفضًا للغاية حيثُ يمثلون أقل من 0.1% من السكان.
دفع الانتعاشُ الاقتصاديُّ لهولندا بين عام 1960 وعام 1973 الحكومة الهولندية إلى توظيف العمالة المهاجرة، وخاصة من تركيا والمغرب. وصلت في وقت لاحق موجات من المهاجرين من خلال لم شمل الأسرة وطلب اللجوء. كما وصل عدد كبير مِن المهاجرين المسلمين مِن المستعمرات المستقلة الآن وخاصة إندونيسيا وسورينام.

## التاريخ

### التجار العثمانيون والمتحولون الهولنديون
تعود أولى آثار الإسلام في هولندا إلى القرن السادس عشر. استقر التجار العثمانيون والفرس في العديد مٍن المدن التجارية الهولندية والفلمنكية، وسُمح لهم بممارسة عقيدتهم، على الرغم مِن أن معظمهم ينتمون إلى المجتمع اليهودي أو اليوناني الأرثوذكسي تحت حكم السلطان. أشار الرحالة الإنجليزي أندرو مارفيل إلى هولندا باعتبارها «مكانًا للترك والمسيحيين والوثنيين واليهود؛ مكان أساسي للطوائف والانقسامات» بسبب الحرية الدينية والعدد الكبير مِن الجماعات الدينيةِ المختلفة هناك. كما تم استخدام الإشارات إلى الدولةِ العثمانيةِ والرمزية الإسلامية بشكلٍ متكرر في المجتمع الهولندي في القرن السادس عشر، وعلى الأخص في الخطب البروتستانتية المسماة hagenpreken، وفي الميداليات على شكل هلال من Geuzen، والتي تحملُ النقش «التركية بدلاً مِن البابويين». عندما اخترقت القواتُ الهولنديةُ الحصار الإسباني ليدن عام 1574، حملوا معهم الأعلامَ التركية إلى المدينة. أثناءَ حصار سلايس في زيلاند عام 1604، تم تحرير 1400 عبد تركي مِن قبل موريس فان ناساو مِن الأسر مِن قبل الجيش الإسباني. تم إعلان الأتراك أشخاصًا أحرارًا ودفعت الدولة الهولندية تكاليفَ إعادتهم إلى الوطن. تكريمًا لمقاومة العبيد الأتراك لأسيادهم الإسبان، أطلق الأمير موريس على الجسر المحلي اسم «تركي». في هذا الوقت تقريبًا، استضافت هولندا أيضًا مجموعة صغيرة مِن اللاجئين المسلمين مِن شبه الجزيرة الأيبيرية، يُدعون موريسكوس، والذين استقروا في النهاية في القسطنطينية.
حصل الدبلوماسي كورنيليوس هاجا على امتيازات تجارية مِن القسطنطينية للجمهورية الهولندية في عام 1612، قبلَ ما يُقارب الأربعين عامًا من اعتراف أي دولة أخرى باستقلال هولندا. بعد ذلك بعامين، أرسل العثمانيون مبعوثهم عمر آغا إلى هولندا لتكثيف العلاقات بين الدولتين مع عدو مشترك.
في القرن السابع عشر، اعتنق العشرات من البحارة الهولنديين والزيلانديين والفريزيين الإسلام وانضموا إلى القراصنة البربريين في موانئ شمال إفريقيا، حيث أصبح بعضهم أميرالات في البحرية العثمانية. تحول العديد من البحارة للهروب من العبودية بعد أسرهم، بينما ذهب آخرون إلى تركيا بمحض إرادتهم. عاد بعض الهولنديين الذين تحولوا إلى ديارهم إلى هولندا. ومع ذلك فقد اعتُبر هذا مشكلة ليس بسبب دخولهم الإسلام كثيرًا، ولكن بسبب عدم ولائهم للجمهورية الهولندية وقواتها البحرية. 

### المعاهدة مع المغرب
في أوائل القرن السابع عشر، زار وفد مِن الجمهورية الهولندية المغرب لمناقشة التحالف المشترك ضِدٍَ إسبانيا والقراصنة البربرية. السلطان زيدان أبو المعالي عيَّنَ صامويل آل بالاتش مبعوثا له، وفي 1608 التقى صامويل مع ستاتهاودر وموريس من ناسو والولايات العامة في لاهاي.

### جزر الهند الشرقية الهولندية
في القرن التاسع عشر، أدارت هولندا الأرخبيل الذي سيصبح إندونيسيا، وهي دولة ذات أغلبية مسلمة تضم أكبر عدد من المسلمين في العالم. في النصف الأول من القرن العشرين، كان المئات من الطلاب الإندونيسيين، والبحارة ومربي الأطفال والعاملين في المنازل يعيشون في هولندا، وبالتالي شكلوا أول مجتمع مسلم كبير. في عام 1932، أسس العمال الإندونيسيون الجمعية الإسلامية (Perkoempoelan Islam)، وهي منظمة مساعدة ذاتية عملت على الضغط من أجل إنشاء مقبرة إسلامية ومسجد في هولندا. تم تحقيق كلاهما في عام 1933. بعد حرب الاستقلال الدموية من عام 1945 إلى عام 1949 نمت هذه الطائفة.

### الحرب العالمية الثانية
بعدَ غزو ألمانيا النازية للاتحاد السوفيتي في الأربعينات من القرن العشرين، ترك عددٌ من السوفييت في وسط آسيا، ومعظمهم من سمرقند فيما يعرف الآن بجمهورية أوزبكستان ذات الأغلبية المسلمة، منازلهم في منطقة سمولينسك، لمحاربة الغزاة. هناك تمكن النازيون مِن أسر الأسرى، بمَن فيهم حاتم قديروف وزائير موراتوف، ونقلهم إلى مناطق مِثْل معسكر اعتقال أمرسفورت، حيثُ ورد أنهم اضطهدوهم أو أعدموهم. مقبرة الضحايا هِي مقبرة روستهوف بالقرب امرسفورت. ومن بين أولئك الّذين درسوا حالتهم المقيم الأوزبكي باهودير أوزاكوف.

### الهجرة
خلال الستينات وأوائل السبعينات من القرن العشرين، احتاجت هولندا إلى قوة عاملة منخفضة المهارة أكبر للقطاعات الاقتصادية كثيفة العمالة. كانت هذه القطاعات تفتقر إلى العمال بسبب النمو الصناعي السريع، إلى جانب المستويات التعليمية الأعلى للهولنديين الأصليين الذين تحولوا بشكل متزايد إلى الاقتصاد الموجه نحو الخدمات. أبرمت هولندا اتفاقيات توظيف مع دول مثل تركيا (1965) والمغرب (1969)، وهو ما سمح للأشخاص من هذه البلدان بالبقاء في هولندا (جاءت أعداد أقل بكثير من المهاجرين المسلمين في هذا الوقت من تونس والجزائر).
انتهى التوظيف الحكومي للعمالة المهاجرة في عام 1973، لكن عدد المغاربة والأتراك زاد بسبب ترتيبات لم شمل الأسرة. جاء عدد مِن مسلمي سورينام إلى هولندا قبل وبعد استقلال سورينام في عام 1975.
في الثمانينات والتسعينات، جاء المسلمون إلى هولندا كلاجئين وطالبي لجوء، معظمهم من البوسنة والصومال وإيران وباكستان وأفغانستان والعراق.
بصرف النظر عن طالبي اللجوء، تتم معظم هجرة المسلمين حاليًا من خلال هجرة الزواج ولم شمل الأسرة. تزوج معظم المهاجرين من الجيل الأول والثاني المغاربة والأتراك من أبناء وطنهم. في عام 2004، أصدرت هولندا قوانين الهجرة التي تجبر المهاجرين المستقبليين وشركائهم الهولنديين المحتملين على الالتزام بمتطلبات صارمة للغاية. يجب على المهاجرين اجتياز الاختبارات في بلدانهم الأصلية، مما يدل على معرفة كافية باللغة والثقافة الهولندية. يجب ألا يقل عمر الشريك الهولندي عن 21 عامًا وأن يثبت دخلًا لا يقل عن 120% من الحد الأدنى للأجور. وقد دفعت هذه القوانين الصارمة بعض الهولنديين المهتمين بالزواج من دول أخرى للانتقال إلى بلجيكا لفترة مؤقتة، فيما سمي «الطريق البلجيكي».
بسبب التشريعات التقييدية المتزايدة بشأن تكوين الأسرة ولم شملها، والتنمية الاقتصادية في بلدانهم الأصلية، انخفض عدد المهاجرين من تركيا والمغرب بشكل حاد منذ عام 2003. وانخفض عدد المهاجرين من تركيا من 6,703 عام 2003 إلى 3,175 عام 2006، وانخفض عدد المهاجرين من المغرب من 4,894 إلى 2,085. انخفض صافي الهجرة إلى بضع مئات في العام، بل كان سلبيًا في بعض السنوات. 
في عام 2005، وفقًا لتقرير Sociaal en Cultureel Planbureau السنوي، ذكر نصف السكان الهولنديين ونصف الأقليات المغربية والتركية أنه لا يمكن التوفيق بين نمط الحياة الغربي ونمط الحياة للمسلمين.

## التركيبة السكانية

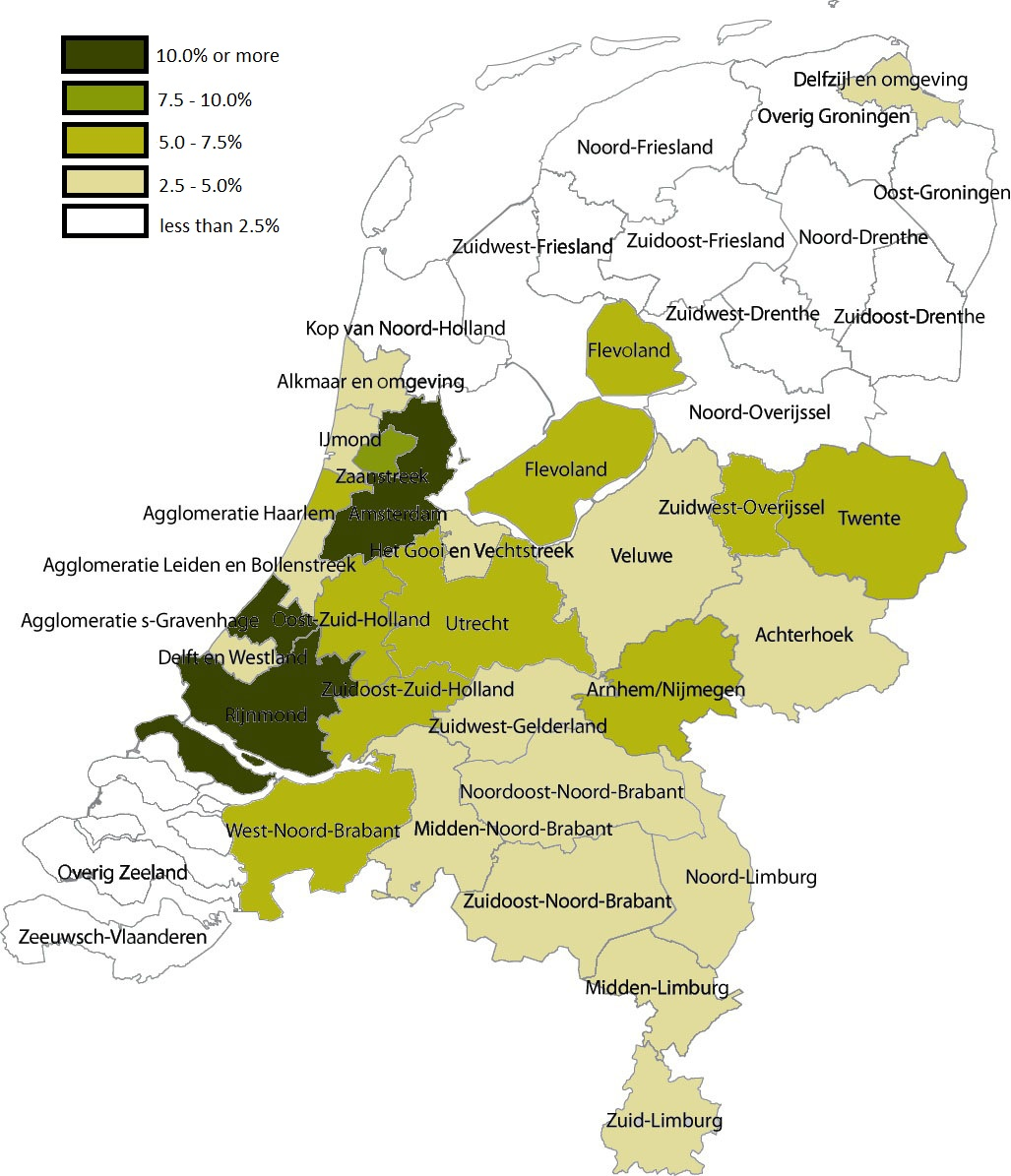
حصة المسلمين اعتبارًا من 2004

وفقًا لإحصاءات هولندا (CBS)، وهي مؤسسة حكومية هولندية، فإن ما يقارب 5% من إجمالي السكان مسلمون (24 أكتوبر 2007). أظهرت الإحصائيات السابقة التي قدمتها شبكة سي بي إس عددًا أكبر من المسلمين، لكن هذه المعلومات كانت تستند فقط إلى العرق وليس على المعتقد الديني. منذ عام 2007، تم قياس انخفاض بلغ حوالي 50000 مسلم من قبل سي بي إس، ولكن هذا لا يعتبر انخفاضًا كبيرًا؛ يُنظر إليه على أنه نتيجة لتحسين معايير البحث. ومع ذلك، فقد لوحظت علمنة الجيل الثاني، ومعظمها بين المواطنين من أصول إيرانية وتركية. بين عامي 2006 و 2018، وفقًا لاستطلاعات الرأي، زادت نسبة غير المسلمين بين الأتراك الهولنديين بنسبة 93% تم تحديدهم على أنهم مسلمون في عام 2006 بينما فعل 86% ذلك في عام 2018؛ بين المواطنين الهولنديين المغاربة كانت هذه النسب 95% و 94% على التوالي. ومع ذلك أصبح المسلمون الباقون أكثر تشددًا في آرائهم الدينية. لاحظت دراسات مختلفة من 2006 إلى 2010 أن الاختلافات العرقية بين المجموعات يتم استبدالها تدريجياً بهوية واحدة «مسلمة».:180
مثل معظم المهاجرين غير الغربيين، يعيش العديد من المسلمين في أربع مدن رئيسية في البلاد أمستردام وروتردام ولاهاي وأوتريخت. يقيم ما يقدر بنحو 140 ألف مسلم في العاصمة حيث يشكلون حوالي 17% من السكان. نصف هؤلاء المسلمين هم في الغالب مجتمعات عربية وأمازيغية من منطقة المغرب العربي ومصر والشرق الأوسط. يشكل الأتراك 25% من السكان المسلمين في أمستردام. هناك أيضا العديد من الأتراك نسبيا في أنسخديه، وآرنم وزانستاد.
كان هناك 850 ألف ساكن يعتنقون الإسلام في عام 2006. ومن بين هؤلاء 38% كانوا من أصل تركي، و 31% مغاربة، و 26% آسيويون/أفريقيون آخرون، و 4% أوروبيون (غير هولنديين) و1% (12000 شخص) هولنديون أصليون. كان 40.000 من المسلمين باكستانيين و 34.000 سورينامي و 31.000 أفغاني و 27.000 عراقي. في نهاية عام 2012 قدر المكتب المركزي الهولندي للإحصاء عدد المسلمين في 2010-11 بنحو 4% من إجمالي السكان.
افتتحت الجاليةُ الإسلامية في هولندا أكبرَ مقبرة للمسلمين في مدينة "آرنم" بمقاطعة "خيلدرلند" شمال شرق هولندا تحت اسم "مقبرة روضة المسلمين"، وتتسع إلى 16000 قبر، تلبية لحاجات المسلمين هناك.

## الطوائف والحركات
يوجد حوالي 400 مسجد في هولندا، بها حوالي 200 مسجد تركي و 140 مسجدًا مغربيًا و 50 مسجدًا سوريناميًّا.

### المنظمات الجامعة
هيئة الاتصال للمسلمين والحكومة (CMO)، التي تمثل حوالي 80 في المائة مِن الجالية المسلمة، تناقش مصالح المجتمع مع الحكومة.

### المسلمون الشيعة
يقال أن 108,728 مِن الشيعة الإثنا عشرية كانوا يعيشون في هولندا اعتبارًا مِن 1 يناير 2005. وتتألف هذه المجموعة مِن العراقيين (43523)، الأفغان (36683)، والإيرانيين (28522).
ينقسم الأتراك إلى مجموعة عرقية، ولديهم منظمات أكثر مِن المغاربة والشبكات بين هذه المنظمات أقرب.

### الأحمدية
تم تنظيم الجماعة الإسلامية الأحمدية عام 1947. هناك ما يقرب من 1500 من المسلمين الأحمديين في هولندا والجماعة الإسلامية الأحمدية في هولندا هي المنظمة الجامعة الرئيسية. تم افتتاح مسجد مبارك في لاهاي من قبل السير محمد ظفر الله خان، الذي كان رئيسًا ورئيسًا لمحكمة العدل الدولية في لاهاي.

### القرآنيون
المسلمون غيرُ الطائفيين الذين يرفضون سلطة الحديث، المعروفين باسم القرآنيين، أو أهل القرآن موجودون أيضًا في هولندا.

### الجهاديون
يعارض الجهاديون المجتمع الهولندي والحكومة الهولندية ولديهم آراء غير متسامحة ومعادية للديمقراطية.
في عام 2009 أفادت AIVD أن المتطرفين الإسلاميين المسلحين في الصومال تلقوا الدعم من أفراد في هولندا. في السنوات التي سبقت عام 2006، كانت هناك زيادةٌ في النشاط الراديكالي الذي تجلت مِن بَين أحداثٍ أخرى في اغتيال ثيو فان جوخ في عام 2004 مِن قبل شبكة هوفستاد. في السنوات التي تلت عام 2006، تضاءلت الأنشطة المتطرفة على الرغم مِن استمرار الوجود العسكري للقوات الهولندية في أفغانستان والمواد التي يعتبرها المسلمون استفزازية، مِثل فيلم جيرت وايلدر "فتنة". بينما كان لدى الشبكات الإسلامية في وقتٍ سابق قاعدة دَعم محلية قوية تتمحور حول القادة الكاريزماتيين، اعْتُقِل العديدُ مِن هؤلاء القادة وتم ترحيلهم من قبل السلطات الهولندية أو غادروا البلاد طواعية. أدّى هذا إلى تقليل التجنيد في تلك الشبكات.
وفقًا لجهاز المخابرات والأمن العام الهولندي (AIVD) في عام 2018، يوجد تقريبًا 500 مِن المؤيدين النشطين وآلافُ المتعاطفين في هولندا.
في عام 2015 أفادت AIVD أن الجهاديين استغلوا الحدود في الإطار القانوني الهولندي، من خلال اختبار حدود الحقوق المدنية مثل حرية التعبير.
في عام 2017 قدّرت AIVD عدد الجهاديات في هولندا بحوالي 100، وغادرت 80 امرأة على الأقل هولندا للانضمام إلى الصراع، وانضمت غالبيتهن إلى داعش. تشجع النساء الجهاديات في هولندا الرجال والنساء على حد سواء على الإيمان بأيديولوجيتهم من خلال الدخول في نقاشات عبر الإنترنت وخارجه بالإضافة إلى نشر الدعاية الجهادية. تساعد النساء الجهاديات أيضًا المسافرين إلى مناطق النزاع من خلال تقديم الدعم المادي أو توصيلهم بالميسرين. كما أنها تساعد من خلال إخفاء حقيقة أن شخصًا ما قد غادر للانضمام إلى منطقة نزاع.
في الفترة من 2012 إلى نوفمبر 2018، سافر ما يزيد عن 310 أشخاص من هولندا إلى الصراع في سوريا والعراق. وقتل 85 من هؤلاء وأعيد 55 إلى هولندا. ومن بين المقاتلين الهولنديين الأجانب الناجين في المنطقة، 135 مقاتلًا في منطقة الصراع وثلاثة أرباعهم أعضاء لدى داعش. أما الربع المتبقي فقد انضم إلى الجماعات التابعة لتنظيم القاعدة مثل هيئة تحرير الشام أو تنظيم حراس الدين.

### السلفيون
في عام 1986، أنشأت منظمة الحرمين السعودية غير الحكومية مؤسسة التوحيد في أمستردام، والتي أنشأت أساس الحركة السلفية في هولندا. بعد ثلاث سنوات، أسست المنظمة الدعوية السعودية الخاصة الوقف الإسلامي في أيندهوفن. في عام 1990، وبتمويل سعودي أيضًا، أُنشأت مؤسسةُ صونا في لاهاي. وفقًا لتقرير صادر عن جهاز الأمن الهولندي عام 1998، كان السلفيون يمثلون حركة ثانوية في المجتمع المسلم. تضم المساجد السلفية في هولندا حشدًا متعدد الجنسيات من الزوار، من الشرق الأوسط وشمال إفريقيا والقرن الأفريقي وباكستان وأفغانستان وتركيا، بينما المغاربة هم المجموعة المهيمنة.
من عام 2002 إلى عام 2003 فصاعدًا انجذب عددٌ صغير مِن المهاجرين المغاربة مِن الجيل الثاني إلى التطرف العنيف وشكل بعضهم شبكة هوفستاد الإرهابية.
في عام 2009 أفادت AIVD أن المساجد السلفية، في الوقت الذي تنشر فيه أيديولوجية انعزالية وغير متسامحة. أدى هذا الانخفاض إلى قيام المنظمات الحكومية الهولندية بتحويل جهودها إلى مشاكل أخرى.
تمنح الاتصالات الوثيقة بين السلفيين في هولندا والشبكات السلفية في الشرق الأوسط للأخيرة تأثيرًا على الفصائل في هولندا، وهو تأثير تصفه المخابرات العامة والأمن (AIVD) بأنه غير مرغوب فيه. إلى جانب المراكز «الرسمية»، يوجد دعاة مستقلون ينظمون اجتماعات في جميع أنحاء البلاد بالإضافة إلى كمية هائلة مِن المواد على الإنترنت.
في عام 2014 لاحظت AIVD أن نمو الحركة قد استؤنف.
في عام 2014 أفادت AIVD أن خط الدعوة السلفية، على الرغم من رفضها للعنف الجهادي، يتسم بـ:
- تقويض النظام القانوني الديمقراطي.[43]
- تشجيع التعصب والتمييز وكراهية اليهود والمسلمين الشيعة.
- الانعزالية، حيث يسعون جاهدين لإنشاء «جيوب» يتم فرضها من خلال قمع المعارضة من خلال التخويف واستبعاد أولئك الذين لا يرغبون في الامتثال. في الممارسة العملية، يلاحظ أنصار العزل بدقة.

في عام 2014 كان هناك 13 مسجدًا سلفيًا في البلاد ارتفع إلى 27 مسجدًا في عام 2018 تضاعف عددُ الدعاة السلفيّين في نفس الفترة الزمنية، مِن 50 إلى 110 وفقًا لهيئة مكافحة الإرهاب الهولندية (NCTV).
في عام 2019 حقق تحقيق أجراه برنامج Nieuwsuur TV وصحيفة NRC في خمسين مدرسة مسجد، وحصلوا على مواد تعليمية مِن عشرة فصول قرآنية قدمتها منظمات أصولية. أظهر التحقيق أن الأطفال تعلموا أن الكفار يذهبون إلى الجحيم. تم تمجيد العقوبات ضدّ المثليين وأعداء الله. في دولة إسلامية مثالية تعمل بموجب الشريعة الإسلامية، تم تحذير الأطفال مِن إقامة اتصالات اجتماعية مَع غير المسلمين. يجبُ على المسلمين أن يسعوا جاهدين لمغادرة هولندا والاستقرار في بلد مسلم.

## التدين

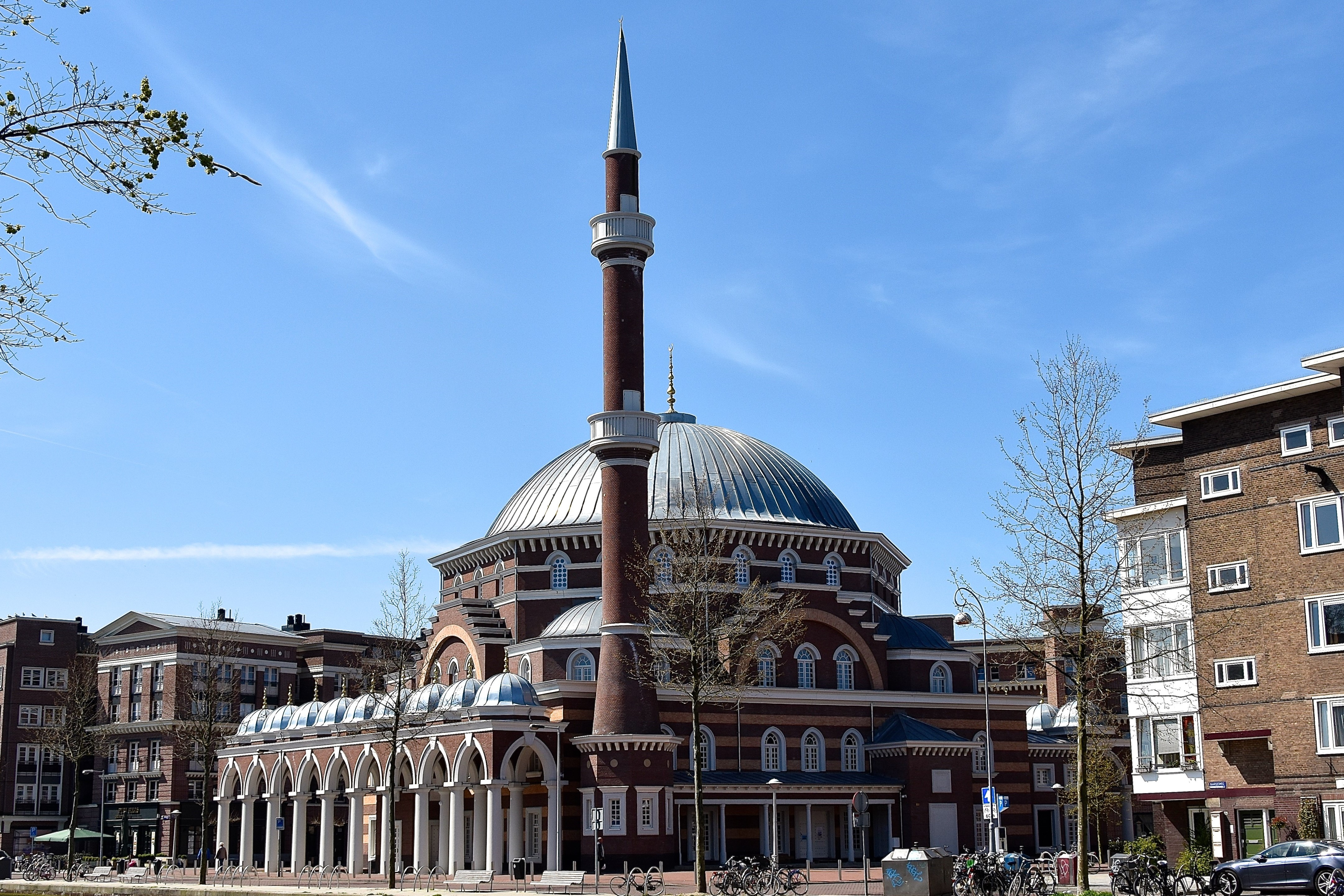
مسجد ويستر هو أكبر مسجد في هولندا

في عام 2002، كان ما يقرب من 50% من المسلمين يرتادون المساجد مرة واحدة على الأقل كل أسبوعين. كان هذا أعلى من نسبة الروم الكاثوليك (25%) الذين حضروا الكنيسة مرة واحدة على الأقل كل أسبوعين، ولكن أقل من عدد الكالفينيين الذين فعلوا الشيء نفسه (55%). بحلول عام 2009، كان 24% فقط من المسلمين في هولندا يرتادون المساجد مرة واحدة في الأسبوع.
وجدت دراسة أجريت عام 2004 أن أهمية الإسلام في حياة المسلمين الهولنديين، وخاصة الجيل الثاني من المهاجرين، آخذة في التناقص. استندت هذه الملاحظة إلى الحد من مشاركة الشباب المسلمين في الشعائر الإسلامية والمنظمات والصلاة. كما توقعت الدراسة أن يستمر هذا الاتجاه مع زيادة التعليم و«الفردية». ومع ذلك، وجدت الدراسة أيضًا أن الجيل الثاني من المهاجرين يعلقون أهمية أكبر على الدين من الجيل الأول باعتباره «تجربة فردية». وخلصت الدراسة إلى أن «تعبير الشباب المسلم عن التدين لا يختلف كثيرًا عن تعبير أقرانهم الهولنديين المسيحيين أو اليهود».:178
وفقًا لمسح عام 2011، ما يقرب من 60% من النساء المسلمات من أصول مغربية أو تركية يرتدين الحجاب. وكانت الأسباب الأكثر شيوعاً لارتداء الحجاب هي «الفريضة الدينية» التي تتبعها «التقاليد الثقافية». من ناحية أخرى، فإن ارتداء الحجاب الكامل نادر للغاية، حيث يُقدَّر أن أقل من 500 امرأة مسلمة في البلاد يخترن ارتداء النقاب أو البرقع. من بين النساء اللواتي يرتدين النقاب، 60% منهن يعتنقن الإسلام.:184
في 1 أغسطس 2019، تم فرض حظر على غطاء الوجه، مما جعل الحجاب الكامل غير قانوني في وسائل النقل العام وفي المدارس والمستشفيات والمباني الحكومية. لا تنطبق على الشوارع العامة.

## سياسة
يقل احتمال تصويت المسلمين في الانتخابات قليلاً عن غير المسلمين بمعدل 69% مقارنة بـ 77% على التوالي. الحزب الأكثر شعبية بين المسلمين هو دينك.
بعد انتخابات عام 2003، كان هناك ما لا يقل عن عشرة نواب من خلفية إسلامية من بين 150 عضوًا في البرلمان، ولكن قلة منهم ثلاثة منهم ربما كانوا من المؤمنين النشطين، بينما صنف اثنان صراحة أنفسهم على أنهم مسلمون سابقون. من المرجح أن يكون المسلمون في هولندا أكثر فاعلية في السياسة البلدية والوطنية عن طريق المظاهرات والعرائض والاتصال بوسائل الإعلام وحضور الاجتماعات بدلاً من الترشح للمناصب.:181
كانت نباهت البيرق (وزيرة العدل السابقة) وأحمد أبو طالب (وزير الدولة السابق للشؤون الاجتماعية والتوظيف، ورئيس بلدية روتردام الآن) أول مسلمين في الحكومة الهولندية.
تمت محاكمة خيرت فيلدرز من الحزب الهولندي من أجل الحرية بتهمة التحريض على الكراهية العنصرية، فيما يتعلق بتعليقاته الملتهبة بشأن الإسلام في أوائل أكتوبر 2010. تمت تبرئة فيلدرز في 23 يونيو 2011، مشيرًا إلى أن تعليقاته كانت نقاشًا سياسيًا مشروعًا، لكنها على حافة القبول القانوني.
من بين 475 مسجدًا في هولندا في عام 2018، هناك مجموعة (146) تسيطر عليها مديرية الشؤون الدينية التركية (ديانت). تطبق ديانت الأيديولوجية السياسية لحزب العدالة والتنمية التركي وتوظف أئمة مدربين في تركيا. يعوق منتقدو أئمة ديانت، وبعضهم لا يتحدث الهولندية، الاندماج الفعال للمسلمين الهولنديين الأتراك في المجتمع الهولندي من خلال الترويج للولاء للدولة التركية مع إهمال تعزيز الولاء للدولة الهولندية.
سهلت ديانت اندماج الدين والسياسة (الإسلاموية) في هولندا وسمحت لحزب دينك المرتبط بحزب العدالة والتنمية بنشر الدعاية في المساجد الواقعة تحت سيطرته في هولندا. عندما طُلب من منظمات المهاجرين التركية الانضمام إلى بيان ضد العنف المنزلي، أعلن الملحق الديني في السفارة التركية أن العنف الأسري غير موجود في المجتمع التركي وأن جميع المنظمات الإسلامية التركية سحبت دعمها من البيان.

## الخلافات

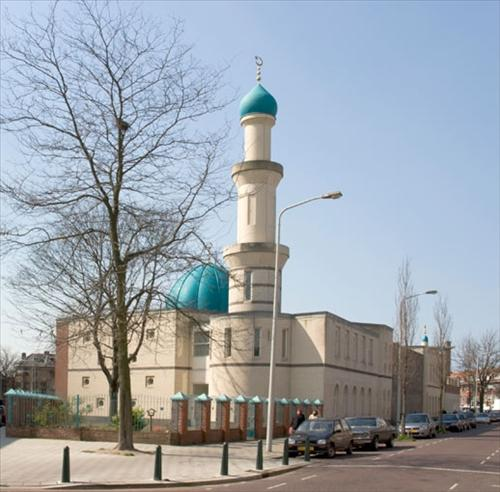
مسجد في لاهاي

أثار مقتل ثيو فان جوخ على يد محمد بويري، وهو مواطن هولندي من أصل مغربي، في 2 نوفمبر 2004، وكذلك اعتقال مجموعة هوفستاد بتهمة الإرهاب، الكثير من النقاش حول الإسلام ومكانته في المجتمع الهولندي. نوقشت إمكانية منع البرقع في مجلس الوزراء.
بعد مقتل ثيو فان جوخ، ظهر عدد من المواقع الإلكترونية تشيد بالقتل وتوجه تهديدات بالقتل ضد أشخاص آخرين. في الوقت نفسه، بدأ عدد كبير من الحوادث الانتقامية على ما يبدو، بدءًا من أربع هجمات حرق متعمد على مساجد في عطلة نهاية الأسبوع بعد القتل. بحلول 8 نوفمبر، تم استهداف الكنائس المسيحية بدورها. أحصى تقرير لمؤسسة آن فرانك وجامعة ليدن ما مجموعه 174 حادث عنف في نوفمبر، محددًا أن المساجد كانت هدفًا للعنف 47 مرة، والكنائس 13 مرة.
بين 23 تشرين الثاني (نوفمبر) 2004 و13 آذار (مارس) 2005، سجلت وكالة خدمات الشرطة الهولندية 31 حالة من أعمال الشغب ضد المساجد والمدارس الإسلامية. القضية التي لفتت الانتباه كانت حريق متعمد أدى إلى تدمير مدرسة ابتدائية إسلامية في أودن في ديسمبر 2004. كما تجلت فترة التوترات المتصاعدة بين المجتمعات الهولندية والمسلمة الأصلية من خلال عدة مواجهات بين ما يُعرف باسم «شباب لونسديل» (مجموعات شبابية تتميز بتفضيلها لملابس لونسدال، والتي غالبًا ما تحظى بشعبية لدى مجموعات النازيين الجدد) والتركية. وشباب مغاربة في مدن ريفية مثل فينراي.
وجاءت هذه الحوادث على خلفية تزايد الشكوك والغضب تجاه المسلمين والتي تطورت على مدى فترة طويلة. في مايو 2006، وجد استطلاع رأي (1200 هولندي بالغ +/- 3%) أن 63% من المواطنين الهولنديين الأصليين شعروا أن الإسلام لا يتوافق مع الحياة الأوروبية الحديثة. أظهر استطلاع للرأي في يونيو 2004 أن 68% شعروا بالتهديد من قبل «الشباب المهاجرين أو المسلمين»، و53% يخشون وقوع هجوم إرهابي من قبل مسلمين في هولندا، و47% يخشون أنه في مرحلة ما، سيضطرون إلى العيش وفقًا للقواعد الإسلامية في هولندا.
تتزامن مشاعر الخوف وانعدام الثقة مع درجة عالية من الفصل الاجتماعي. حوالي ثلثي الأتراك والمغاربة «يرتبطون في الغالب بأفراد من مجموعتهم العرقية»، في حين أن نسبة مماثلة من الهولنديين الأصليين «لديهم اتصال ضئيل أو معدوم على الإطلاق مع المهاجرين». الاتصالات بين المجموعات آخذة في التناقص، ولا سيما تلك بين الجيل الثاني من الأتراك والمغاربة والهولنديين الأصليين وفقًا لمعهد المجتمع المفتوح الممول من جورج سوروس.

### الجنسية المزدوجة
عندما تم اقتراح سياسيين مسلمين، نبهات البيرق وأحمد أبو طالب، وكلاهما يحمل جوازات سفر أجنبية وهولندية، كوزراء دولة في عام 2007، بدأ حزب الحرية (PVV) مناقشة حول الجنسية المزدوجة وإمكانية وجود مواطنين أجانب لتولي المنصب. لم ينضم أي حزب سياسي آخر إلى حزب الحرية في رأيهم. بعد تعيينهم، قدم خيرت فيلدرز اقتراحًا بسحب الثقة، والذي لم يحظ أيضًا بأي دعم من أي حزب سياسي آخر. وبعد أسبوع، تقدم حزب الحرية في اقتراح بحجب الثقة عن النائبة خديجة عريب التي تعمل في المجلس الاستشاري لملك المغرب محمد السادس. كما تم رفض هذا الاقتراح دون أي دعم من الأحزاب الأخرى في البرلمان. في بلد يصل عدد سكانه إلى مليوني نسمة يحملون جنسية مزدوجة، سيكون من المستحيل تقريبًا لأي حزب سياسي تقديم قائمة بالمرشحين بدون الجنسية المزدوجة الفردية. حتى داخل حزب الحرية نفسه، فشلت السياسة عندما تبين أن ممثلي الحزب يحملون جوازات سفر تركية وإسرائيلية. 

### التطرف
تفصل السجون في هولندا بين السجناء المتطرفين عن بقية نزلاء السجون لمنعهم من جعل الآخرين متطرفين. يوجد في سجن دي شي في روتردام عدد من السجناء في قسمه المكون من سبع خلايا إرهابية. من إجمالي 252 نزيلا، حوالي الثلث من المسلمين. وجد الباحث Daan Weggemans في جامعة Leiden أنه بالنسبة لنصف المحتجزين الذين درسهم، كان السجن تأكيدًا على اعتقادهم بأن «العالم معادي». بالنسبة للنصف الآخر، كان السجن بمثابة دعوة للاستيقاظ وقاموا بقطع الاتصال مع الشبكات.
صوت البرلمان الهولندي في عام 2016 على تشريع لتجريد المواطنين الهولنديين الذين ينضمون إلى داعش أو القاعدة في الخارج من جنسيتهم، وكذلك إذا لم تتم إدانتهم بأي جريمة. لا يمكن تطبيق القانون إلا على الأفراد ذوي الجنسية المزدوجة. صرح وزير العدل أرد فان دير شتور أن التغييرات القانونية ضرورية لمنع من العودة إلى هولندا. في سبتمبر 2017، جُرد أربعة من جنسيتهم.
ومن بين المقاتلين الإرهابيين الأجانب الذين يسافرون إلى سوريا أو العراق قادمين من هولندا، كان حوالي 40% من الإناث.
في عام 2017، تلقى الإمام فواز جنيد حظرًا للمنطقة يمنعه من زيارة ترانسفال وشيلدرسفيك المجاورة، بسبب تعبيره عن رسالة غير متسامحة تشكل تهديدًا للأمن القومي. وكان جنيد قد أعرب في وقت سابق عن آراء معادية للمثليين وتعليقات مهينة تجاه المخرج المقتول ثيو فان جوخ أيان هيرسي علي.

### تمويل دول الخليج
في عام 2018 تبين أن ما لا يقل عن 30 منظمة إسلامية  في الدولة تلقوا أو طلبوا أموالاً من الكويت أو المملكة العربية السعودية، الأمر الذي كان مثيراً للجدل بسبب ارتباط هاتين الدولتين بالسلفية، وهي حركة أصولية داخل الإسلام.

## التمييز
لاحظت وكالة TNS NIPO، وهي وكالة أبحاث واستطلاعات هولندية، زيادة في المشاعر المعادية للمسلمين بعد هجمات 11 سبتمبر، لكنها زعمت أن الآراء السلبية عن المسلمين كانت عالية بالفعل في البلاد قبل الهجمات.:196 وفقًا لبحث أجراه Ineke van der Valk، وهو مؤلف وباحث في جامعة أمستردام، فإن ثلث المساجد في هولندا قد تعرضت على الأقل لحادث تخريب متعمد أو رسائل تهديد أو محاولة إحراق متعمد أو أعمال عدوانية أخرى في السنوات العشر الماضية. في فبراير / شباط 2016، ألقى خمسة رجال زجاجتين حارقتين على مسجد. كان حوالي 30 شخصًا، بينهم أطفال، داخل المسجد في ذلك الوقت ولكن لم يصب أحد. ووصفته المحاكم الهولندية بأنه «عمل إرهابي». في ديسمبر من نفس العام، أضرمت النيران في مبنى مرتبط بجمعية الجاليات الإسلامية. اشتبهت الشرطة في أنها كانت جريمة كراهية. يواجه الطلاب المسلمون مزيدًا من الصعوبات في العثور على تدريب داخلي للتدريب المهني. يظهر هذا التمييز بشكل أكبر تجاه الطالبات اللواتي يرتدين الحجاب. 
وفقًا لمعهد المجتمع المفتوح الذي يموله جورج سوروس، بعد مقتل ثيو فان جوخ في نوفمبر 2004، كلفت وزيرة الاندماج والهجرة ريتا فيردونك بإجراء تحقيق في تطرف الشباب المسلم. كانت النتيجة أن العديد منهم يعانون من الاغتراب، والشعور بالانفصال عن والديهم من الجيل الأول المهاجرين وعن المجتمع الهولندي. كانت التقارير السابقة قد وجدت بالفعل أن الشباب المسلمين لا يشاركونهم الارتباط العرقي والقومي العميق الذي يشعر به آباؤهم مع بلدهم الأصلي، وبدلاً من ذلك يتعرفون بشكل أساسي على دينهم. في حين أنهم أقل مشاركة في الأنشطة الدينية من آبائهم، إلا أنهم يربطون هويتهم بالإسلام والمجتمع المسلم العالمي بقوة أكبر ؛ تقدم الجماعات الإسلامية المتطرفة والأرثوذكسية لبعض هؤلاء الشباب المسلمين إجابات واضحة وشعورًا راسخًا بالانتماء. بينما وجدت الأبحاث السابقة أن درجة التدين بشكل عام تنخفض بين المسلمين الحاصلين على تعليم عالٍ وعمل مستقر، أشار التقرير الجديد إلى أن الشباب المسلمين ذوي التعليم العالي يمكن أن يواجهوا أيضًا «الحرمان النسبي» بشكل أقوى - بمعنى أنه على الرغم من جهودهم يتلقونها فرص أقل من الهولنديين الأصليين من نفس الجيل - والتحول إلى التطرف في حالة الغضب والإحباط.
يدافع حزب الحرية وزعيمه خيرت فيلدرز عن سياسات يقول منتقدوها إنها تميز ضد المسلمين بما في ذلك تحريم القرآن، فرض ضرائب على الحجاب، وإغلاق جميع المساجد في هولندا، ومنع المزيد من هجرة المسلمين إلى البلاد. يؤكد فيلدرز وغيره من حزب الحرية والعدالة أن سياساتهم ليست متعصبة تجاه المسلمين، بل تستهدف دين الإسلام. بعد الانتخابات الهولندية 2017، حصل الحزب على 20 مقعدًا في مجلس النواب الهولندي، أي ما يعادل 13.1٪.
في 29 نوفمبر 2016، صوتت أغلبية في مجلس النواب الهولندي على حظر جزئي للزي الذي يغطي الوجه مثل النقاب. ذكر منتقدو القانون أن الدافع وراءه هو المشاعر المعادية للمسلمين لكن دعاة القانون يؤكدون أنه لم يكن موجهاً نحو المسلمين على وجه الخصوص. الأحزاب السياسية GroenLinks، الديمقراطيون 66 وDENK صوتوا ضد القانون. 

### معارضة التمييز
تحاول العديد من المنظمات في هولندا مكافحة التمييز ضد المسلمين. بعض الأمثلة تشمل Meld Islamofobie!، وتجمع ضد الإسلاموفوبيا، وSPIOR (منظمة منبر للمنظمات الإسلامية والمساجد في روتردام)، ومنظمة المرأة المسلمة Al Nisa، والمنتدى التركي.  بعد صدور الأمر التنفيذي 13769 من قبل الرئيس الأمريكي دونالد ترامب، اندلعت الاحتجاجات في مطار شيفول بأمستردام وفي لاهاي تضامنًا مع اللاجئين المسلمين.

## مسلمون بارزون
- رشيد بن علي، رسام
- رينيه بوت، لاعب كرة قدم
- خالد بولحروز لاعب كرة قدم
- برونو مارتينز إندي، لاعب كرة قدم
- أرنود فان دورن، سياسي
- فان بيرسي، لاعب كرة قدم.
- كلارنس سيدورف، لاعب كرة قدم.

## روابط خارجية
- الروابط: الإسلام في أوروبا الغربية: هولندا
- ما يقرب من مليون مسلم في هولندا